# Smoochy
Smoochy (v anglickém originále Death to Smoochy) je americká filmová komedie z roku 2002. Režisérem filmu je Danny DeVito. Hlavní role ve filmu ztvárnili Robin Williams, Edward Norton, Danny DeVito, Catherine Keener a Jon Stewart.

## Obsazení
| Robin Williams   | Randolph Smiley       |
| Edward Norton    | Sheldon Mopes/Smoochy |
| Danny DeVito     | Burke Bennett         |
| Catherine Keener | Nora Wells            |
| Jon Stewart      | Marion Frank Stokes   |
| Melissa DiMarco  | Tara                  |
| Pam Ferris       | Tommy Cotter          |
| Michael Rispoli  | Spinner Dunn          |
| Harvey Fierstein | Merv Green            |